# Castillo de la Rocha Forte
El castillo de la Rocha Forte, también conocido como castillo de los Churruchaos, es un yacimiento arqueológico en el que se encuentra en proceso de excavación uno de los castillos medievales más emblemáticos de la mitra compostelana, y en el que se constata un periodo de ocupación desde, aproximadamente, el año 1240 hasta 1467, año en el que fue destruido hasta sus cimientos por los irmandiños en la conocida como Gran Guerra Irmandiña.
Fue el escenario de destacados hechos de la historia de Compostela y, hasta su destrucción, un símbolo del poder señorial del arzobispo de Santiago y la opresión ejercida sobre los habitantes de las tierras pertenecientes al señorío.

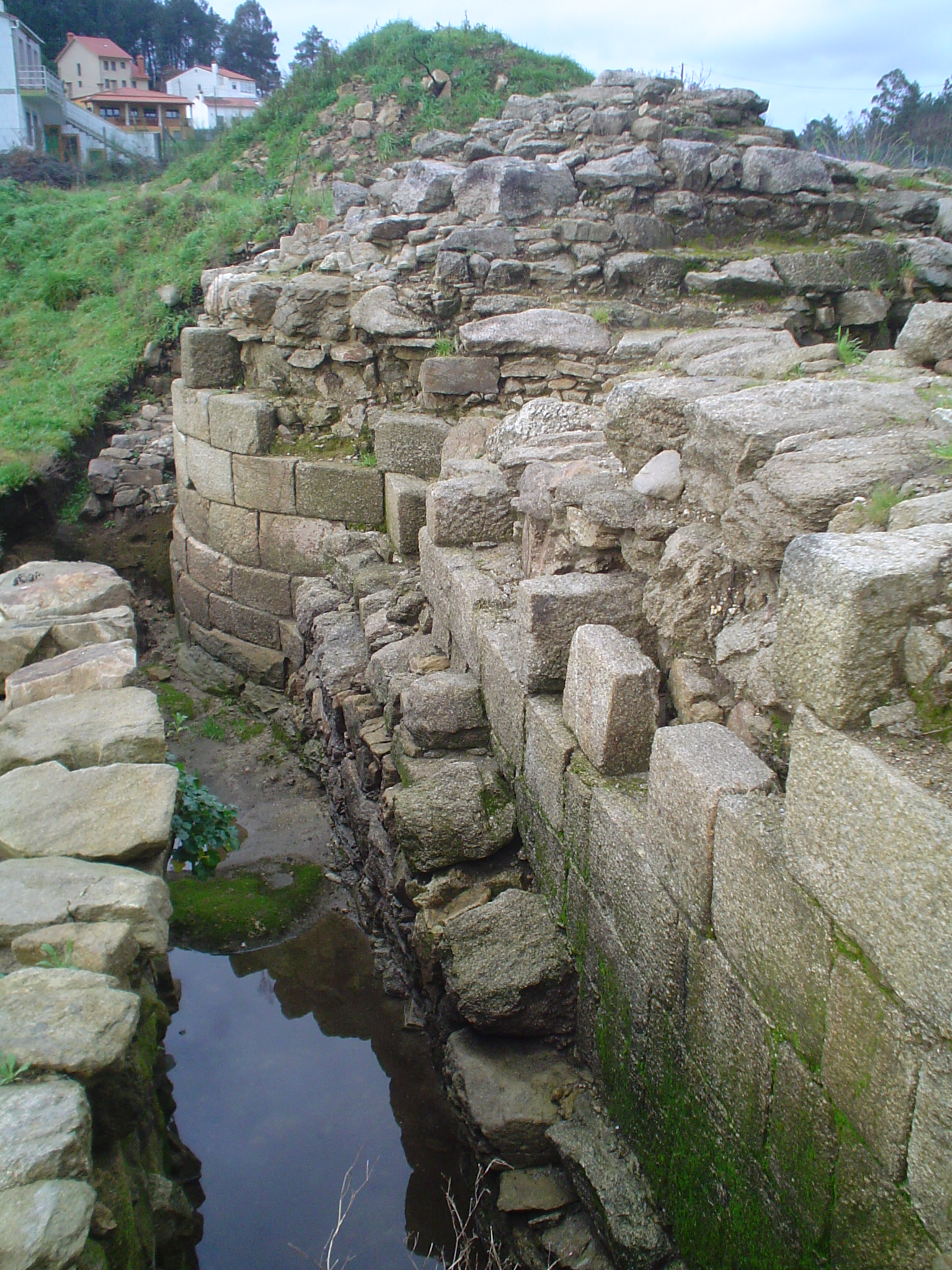
Torreón y muro del oeste.

Desde su destrucción su piedra fue reutilizada en diversas construcciones; con ella se construyó el castillo del Pico Sacro, hoy en día desaparecido, y otras construcciones llevadas a cabo en la ciudad de Santiago tras la sublevación contra el poder señorial, así como para la construcción de la propia catedral.
En el siglo XX la construcción de la línea del ferrocarril supuso la destrucción de una importante parte del yacimiento. Tras un largo periodo de olvido por parte de los especialistas, en el año 2001 se iniciaron una serie de excavaciones arqueológicas con el objetivo de estudiar el yacimiento y su posterior puesta en valor.

## Situación
La Fortaleza de Rocha Forte se sitúa en la parroquia de Conxo, perteneciente al municipio de Santiago de Compostela, en la Comarca de Santiago, provincia de La Coruña.
Se encuentra, a una altitud de 185 metros, en el lugar conocido como la Rocha Vella, al lado de la vía del ferrocarril, que lo cruza ocultando gran parte del yacimiento, y cerca de la actual carretera de salida de la ciudad en dirección a Pontevedra, en la confluencia de un regato llamado de Vilar con el río Sar, en un pequeño promontorio al que rodean por sus lados este y norte ambos ríos. Los terrenos sobre los que se asienta son propiedad del Arzobispado de Santiago, que cedió su uso por cincuenta años al Ayuntamiento. Se calcula que el recinto ocupa unos 4000 metros cuadrados.
Muy cerca de este emplazamiento se encuentra el yacimiento castreño conocido como el Castriño de Conxo, compuesto por los restos sin excavar de un castro y una serie de petroglifos, grabados en una piedra, con representaciones de espadas o puñales de antenas, alabardas, cazoletas, datados en la Edad del Bronce.

## Descripción

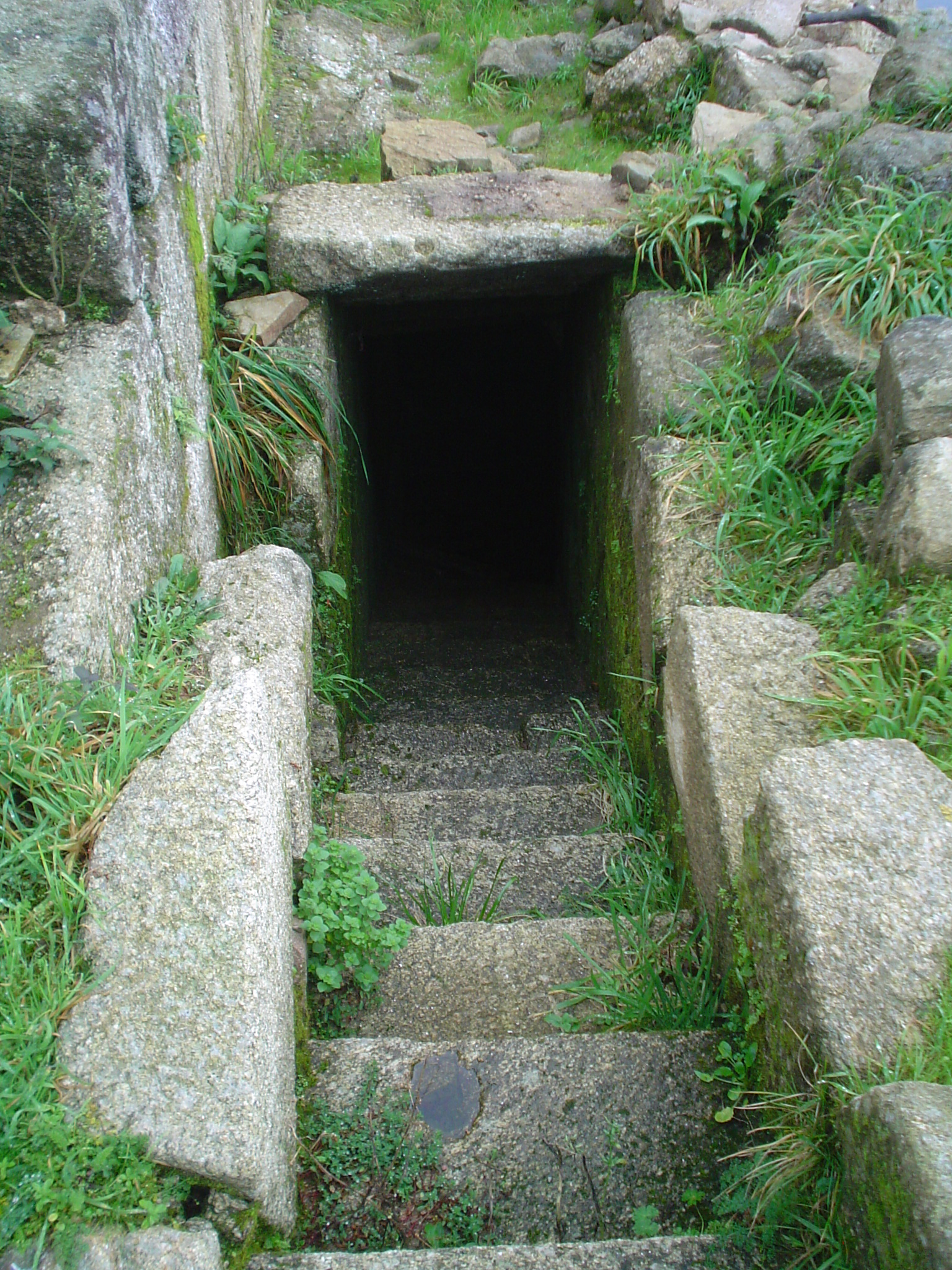
Escaleras del lado oeste.

El yacimiento arqueológico está catalogado como Bien de Interés Cultural y con una adscripción cronológica de ocupación definida entre el siglo XIII y el XV.
En la actualidad se encuentra en estado ruinoso y está siendo objeto de estudio por medio de campañas de excavaciones arqueológicas periódicas llevadas a cabo desde el año 2001.
Conformado por distintas cercas, se conserva un fragmento de la cerca exterior, en el área sureste, con una longitud de 40 metros. De la interior se conserva todo el perímetro además de otras estructuras en la zona central donde se podría situar la torre del homenaje, así como los restos de los torreones, en sus ángulos y flanqueando el acceso principal (a pesar de que sólo se conservan sus basamentos).
Cuenta además con dependencias subterráneas de las que hasta el momento sólo fueron documentados sus accesos escalonados.
Además de su valor defensivo, ya que servía de refugio a los arzobispos de Santiago, era un enclave perfecto para controlar la entrada y salida de la ciudad de gentes y mercancías, ya que se encuentra en las cercanías del antiguo camino que unía Santiago con Noya y del camino de Padrón, al Camino portugués, que seguían los peregrinos a Santiago desde el sur de Galicia. Este fue el motivo principal de que el castillo, al contrario de lo que era habitual, se construyese a la orilla de un río, en el fondo del valle, y no en una posición predominante en altura (posición ordinaria de los denominados castillos rocosos).
El castillo funcionaba pues como punto de control del camino hacia el mar, como primer puesto de defensa ante previsibles invasiones que pudieran acechar la sede arzobispal, a través de la ría de Arosa y el río Ulla, tales como los de los vikingos.
Esta importancia estratégica ya es recogida en el Pleito Tabera - Fonseca. Fue este un arbitraje o concordia que tuvo lugar en el segundo cuarto del siglo XVI entre el arzobispo de Compostela y después de Toledo Alonso III de Fonseca y su sucesor en el cargo Juan Pardo de Tavera. En la pregunta n.º 13 del representante de Tavera, Pedro de Cisneros destaca la importancia estratégica del enclave: 

Si saben que la dicha Rocha Fuerte era muy nesçesaria e importante a la dicha dignidad arçobispal de santiago, ansi para poder sojuzgar a dicha çiudad de Santiago quando tubo resabios con los arçobispos como para asegurar los caminos de Portogal e Pontebedra y Padron, Muros, Noya, Finisterra y otras muchas partes y para resistir a las fortalezas de Altamira que se llebanto después de derribada la dicha Rocha y para sojuzgar a los vasallos feudatarios de alderredor y defender las jurisdiçiones y vasallos de la Iglesia questan en la comarca. Digan e declaren lo que saben de la dicha pregunta.

Tomando cómo referencia las fuentes documentales nos podemos hacer una idea de la imagen que presentaba el conjunto cuando aún permanecía en pie. 

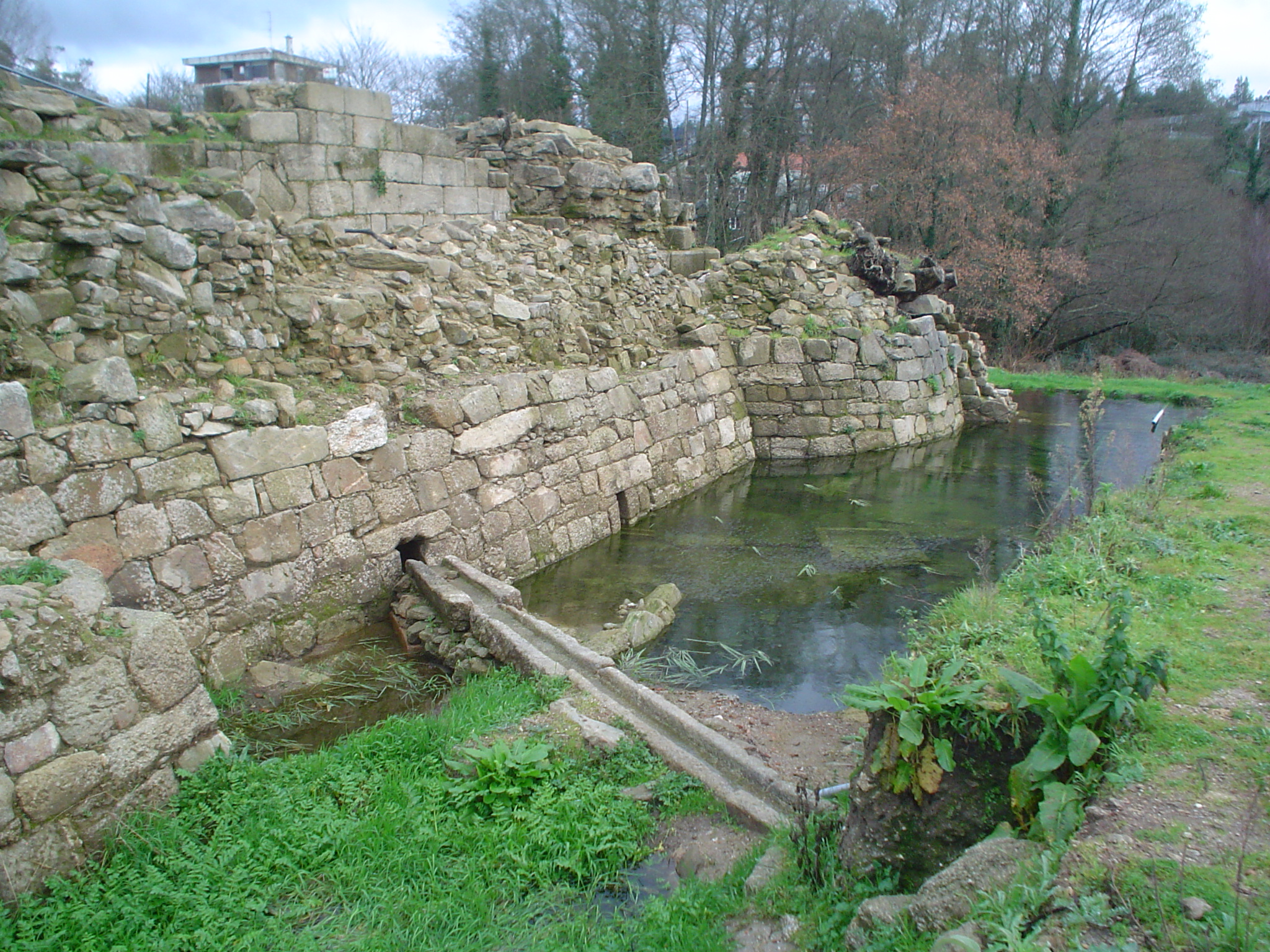
Detalle de las canalizaciones de desagüe hacia el exterior.

Existen diversas posibles representaciones gráficas del castillo entre las que destaca la representación con la que se abre el Tumbo B del archivo capitular de la iglesia de Santiago, con una representación del Apóstol Santiago a caballo y con la espada desenvainada, y en el fondo un castillo. Esta obra fue hecha en tiempos de Berenguel de Landoria y la fortificación más próxima para ser usada como modelo para realizar la miniatura es el castillo de la Rocha Forte. Incluso algunos autores interpretan la miniatura como una representación que busca la justificación de los acontecimientos ocurridos el "día de la Ira". Además el dibujo coincide, pese a su esquematismo, con otros testigos documentales. Otra representación posible de este castillo aparece como anotación marginal en la Bula del papa Alejandro III en la que confirma los privilegios de la sede compostelana.
Una última posible representación aparece en el conocido como Tumbillo de Concordias, en el que, también como acotación marginal, aparece junto al texto en el que Fernando III de Castilla confirma los privilegios de los arzobispos santiagueses sobre las fortalezas.
Datos más esclarecedores los aportan los testigos llamados a declarar en el conocido como Pleito Tabera - Fonseca, principalmente por los testimonios de los llamados por el Arzobispo de Santiago Juan Pardo de Tavera. Son frecuentes las referencias a esta fortaleza en dicho pleito, y ya el representante de Tavera, Pedro de Cisneros, la presenta en el interrogatorio a través de la pregunta n.º 11 

Si saven que la fortaleza de la Rocha Fuerte de a par de la çiudad de Santiago al tienpo y saçon quel dicho señor Patriarca ubo el dicho arçobispado e mucho tiempo antes estaba llebantada e muy bien edificada todo de cantaría de piedra de grano con su mezcla de cal y argamasa la qual hera la mas grande y mas fuerte fortaleza de todo el Reino de Galizia e que abia en ella una bara de casa torre de menaxe de quatro bobedas e mui gruesa pared con tres çercas y ençintos alderredor en que abia nuebe torre alliende de la bara de casa todas ensobradas con sus bobedas e almenadas y coronada con sus guirnaldas y en ellas sus cubos todos cubiertos e texadas de las quales una se dezia la torre nueba y otra de Santa Ofemia, en que estaba la iglesia de la adbocación de la dicha sancta y había sus cabas y barbacanas, puertas, conpuertas e baluartes e una mina que benia debaso de tierra desde la fortaleza hasta el rio y abia caballerizas donde cabian mas de dozientos caballos y palaçios y hedefiçios de serbiçio y aposento para mas de dozientos onbres e muchos pertrechos e muniçiones y que tal bino la dicha fortaleza a poder del dicho señor Patriarca y la poseio e tubo en ella sus alcaldes e merinos por mas de diez o doze alois asta que la tomaron e derribaron. Digan e declaren que otros edefiçios abia y quien le derribo y la causa porque la derribaron y lo mas que saben de la dicha pregunta.

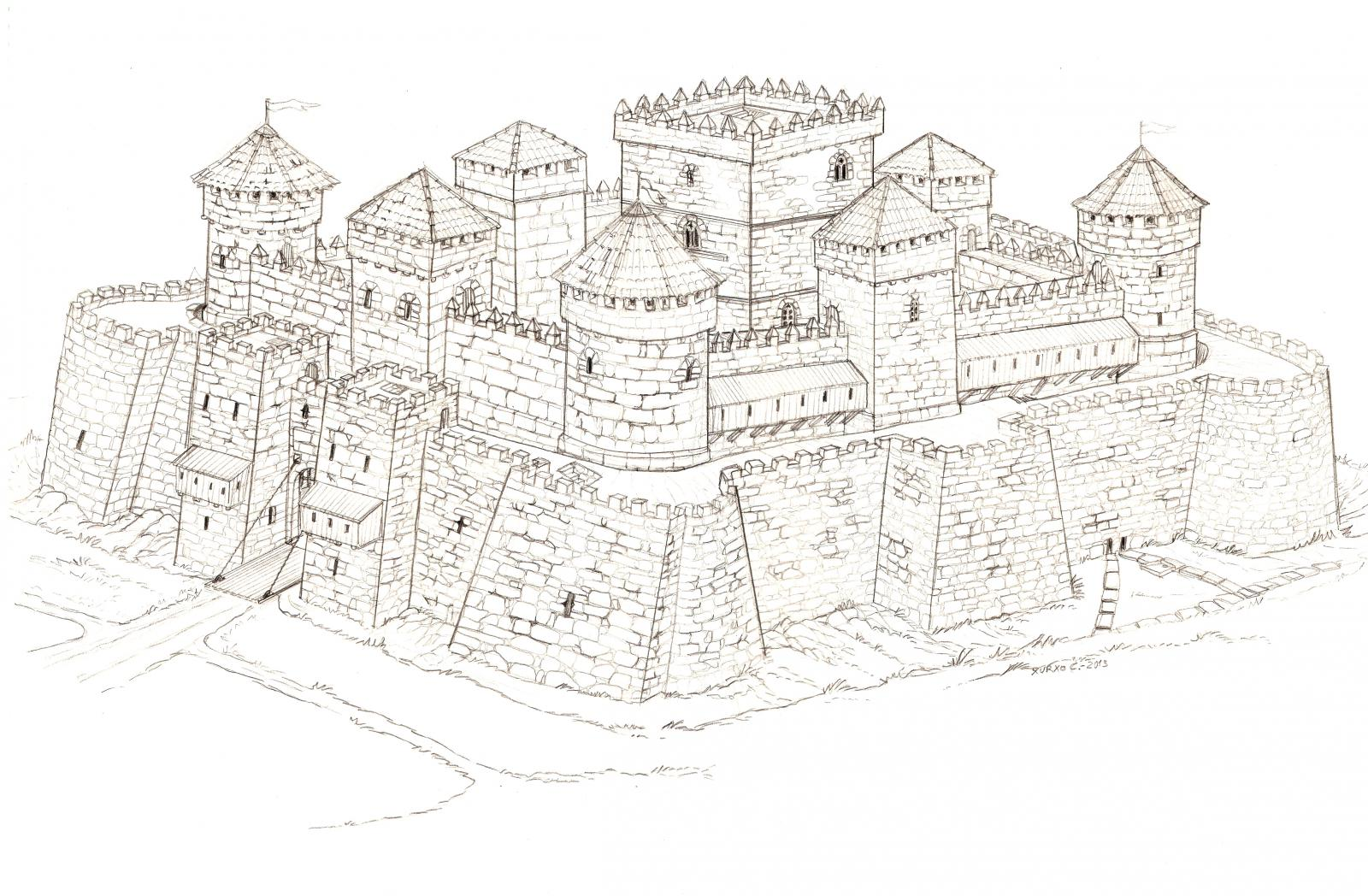
Posible reconstrucción del castillo.

De los testimonios presentados, aunque deben ser interpretados con suma cautela como parciales por la propia naturaleza del pleito o concordia y de provenir de fechas posteriores a su ruina, se puede extraer una descripción del castillo antes de su ruina definitiva, narración que se está confirmando con los resultados de las intervenciones arqueológicas que se están llevando a cabo.
Estaría conformada por lo tanto por tres recintos amurallados alrededor de una estructura organizativa básica cuyo eje central era la torre del homenaje con sus cuatro pisos. Junto a ésta, una capilla (abovedada) con la advocación de Santa Eufemia. Todo el conjunto "...muy bien edificada todo de cantaría de piedra de grano con su mezcla de cal y argamasa..." dispuesto en tres niveles o alturas. La cerca más interior que rodearía la torre del homenaje estaría conformada por nueve torreones circulares (todos ellos almenados y de un sobrado), cuatro en los extremos, tres de refuerzo en el medio de los muros sureste, noreste y sudoeste, y dos torres más flanqueando la puerta principal del último recinto.
Según los testigos del citado pleito una de estas torres tendría la denominación de Santa Eufemia y otra la de Torre Nova desconociéndose el nombre de las demás. Entre los diversos recintos defensivos, había al menos uno o dos fosos (uno de ellos siempre cubierto por agua). Otros elementos arquitectónicos y defensivos como puertas, poternas, puentes levadizos y barbacanas completarían un conjunto que en palabras de uno de los testigos, afirmación en la que varios más coinciden, "... y que hera alderredor cercada que paresçía una ciudad".

## Historia

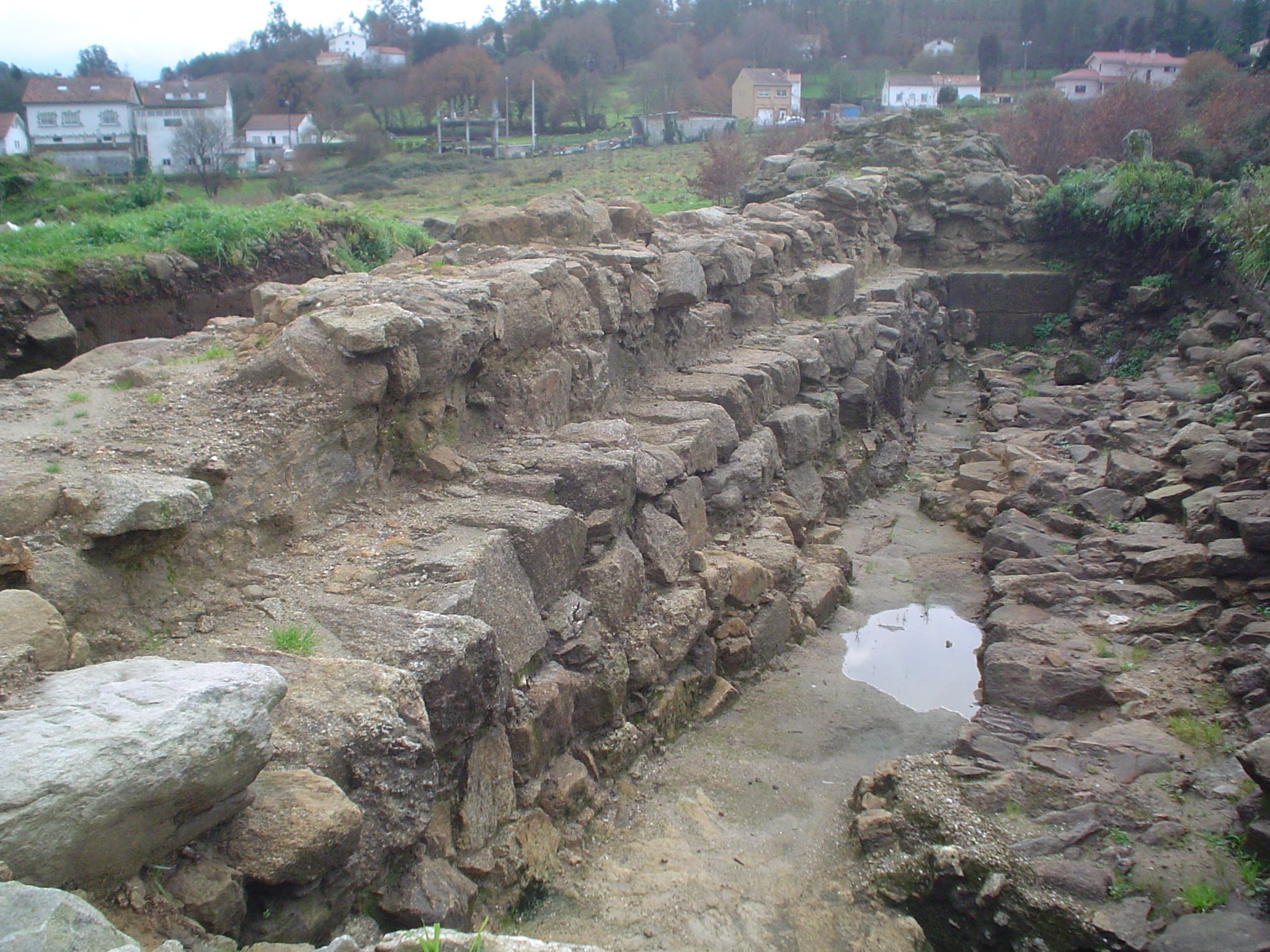
Muro noroeste.

El castillo fue construido por el arzobispo Juan Arias hacia el año 1240 y, desde entonces, sirvió como residencia arzobispal y del cabildo, siendo testigo de gran parte de la historia medieval de Santiago. En el año 1255 aparece la primera mención documental de la fortaleza en relación con las constituciones capitulares de Juan Arias.
También se conserva el testimonio escrito de la reconstrucción llevada a cabo por Berenguel de Landoria después de los estragos causados por los combates en el 1320, en el que fue el primer enfrentamiento documentado entre la nobleza local y el Obispado en esos tiempos. Estaba al frente de la sublevación Alfonso Suárez de Deza, personaje de la familia de los Deza-Churruchaos y mayordomo del hijo de Sancho IV de León y Castilla, el infante Felipe. Estos enfrentamientos se recogieron en el documento "Hechos de Don Berenguel de Landoria".
También sufrió modificaciones sustantivas mandadas realizar por el sureño arzobispo Lope de Mendoza.

### El día de la Ira

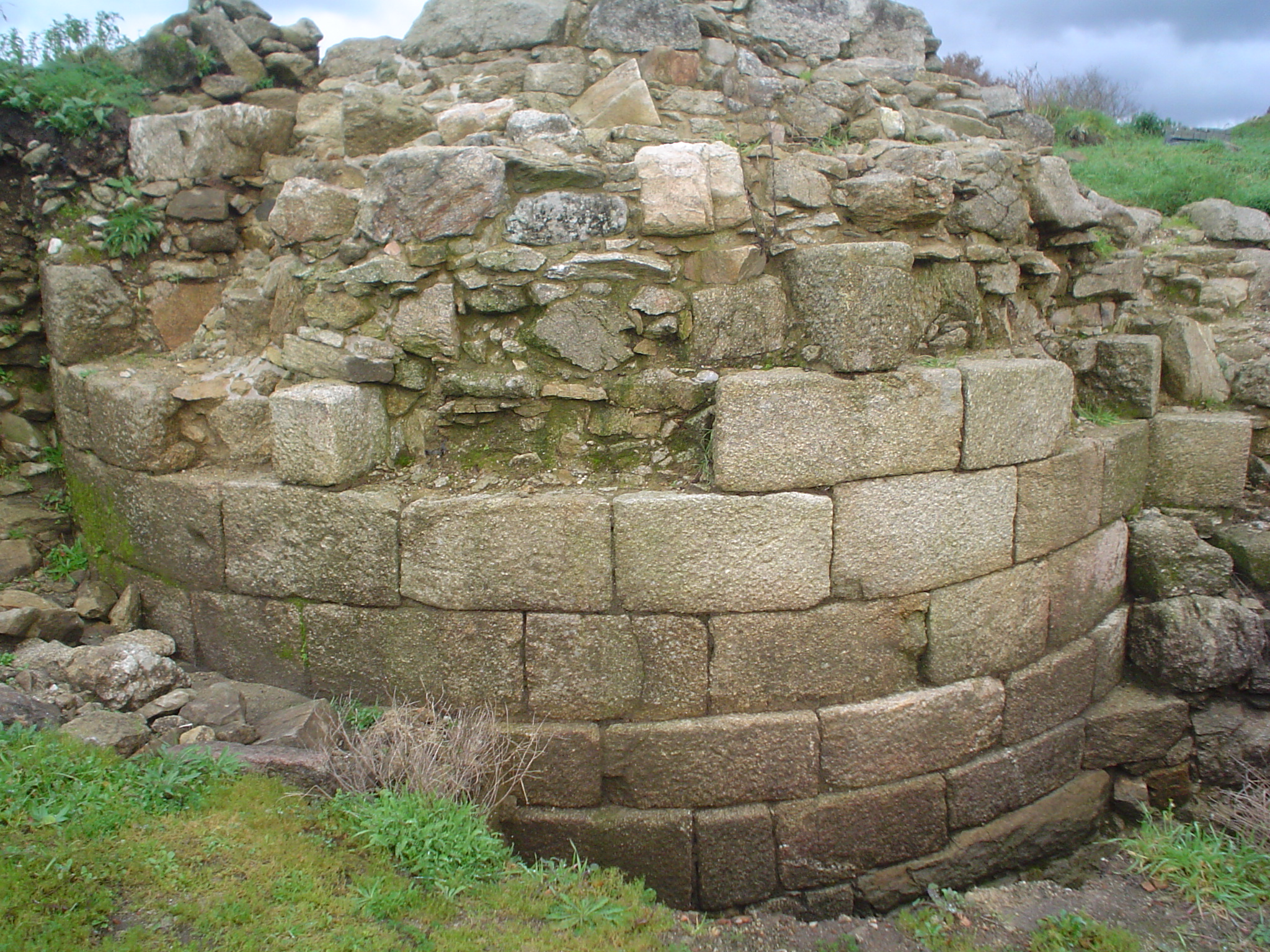
Base de un torreón.

Algunos de los momentos más intensos de su historia se vivieron durante el convulso siglo XIV. El papa Juan XXII nombró al dominico francés Berenguel de Landoira arzobispo de la rica e influyente sede de Santiago de Compostela. Cuando Berenguel llegó a Santiago en el 1318, encuentra las puertas cerradas. La ciudad estaba levantada en armas contra el arzobispo. Los burgueses compostelanos querían conseguir que el Ayuntamiento pasase a depender de la Corona (señorío de reguengo o realengo que poseía desde el año 1266) en lugar de a la Iglesia, con la intención de obtener las ventajas de tener la fuente de poder señorial más alejada. Esta condición la habían perdido en el año 1309, ya que Fernando IV de León y Castilla le había concedido el señorío al arzobispo Rodrigo de Padrón en agradecimiento a la ayuda prestada en el sitio de Algeciras.
Berenguel de Landoria se refugió en el castillo de la Rocha Forte y desde allí acometió las negociaciones con los burgueses. Se refugió también en Noya (donde en agradecimiento al apoyo recibido ordenó construir las murallas de la villa y la iglesia de Santa María a Nova) y Padrón, en la desaparecida fortaleza de la Rocha Branca.
Después de meses de enfrentamientos, una embajada de burgueses en representación del Ayuntamiento de Santiago acude a la Rocha para negociar. Los soldados del arzobispo, bruscamente, cierran todas las puertas del castillo y asesinan a los representantes de la ciudad. Era el 16 de septiembre del año 1320, el día de la ira. Once representantes compostelanos caen muertos acuchillados en el patio del castillo, entre ellos, el autor de los "Hechos de don Berenguel de Landoria" da los nombres del propio Suárez de Deza, al que denomina "Satélite de Satanás", sus parientes los hermanos Andrade, Martín Martínez (canónigo), Juan Varela (infanzón), Juan García de Mesía y el notario Gonzálo Yáñez.
La cabeza de Alonso Suárez de Deza rueda sobre el patio del castillo. El 27 de septiembre se firmó la paz entre las partes en el atrio de la iglesia de Santa Susana (lugar donde se reunía tradicionalmente el ayuntamiento de Santiago) por medio de la cual el arzobispo recuperó el control de la ciudad. A continuación procedió a la fortificación de la Catedral, incluyendo la famosa Torre de la Berenguela.

### La leyenda de los Churruchaos

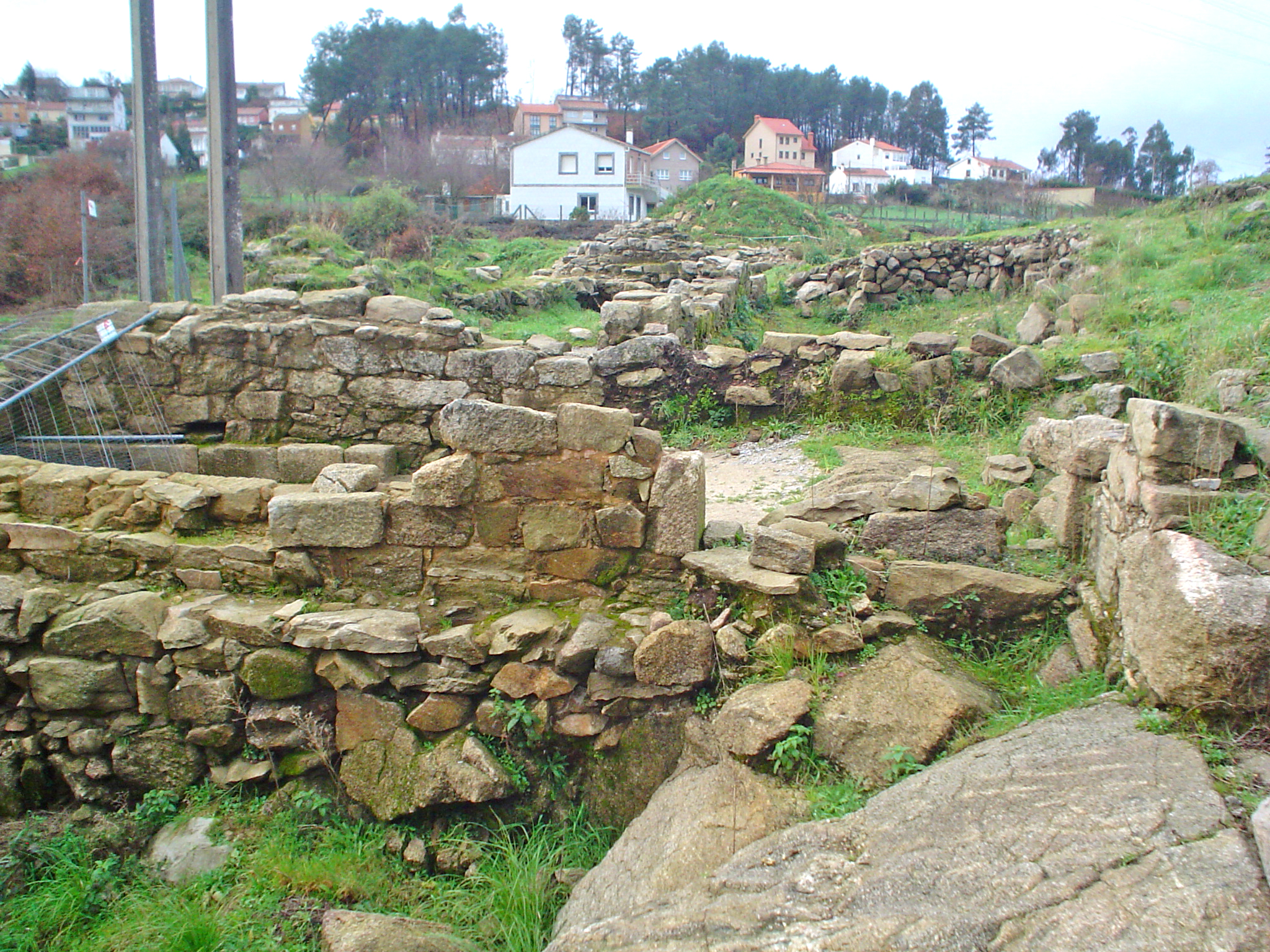
Muros de construcción dentro del recinto principal.

La tradición popular transmitió estos hechos recogidos en la actualidad en diversas formas:

"Hace mucho tiempo hubo un capitán que tenía una hija muy hermosa y deseada por muchos hombres. El capitán tuvo que partir a guerrear a África, ocasión que aprovecha el arzobispo compostelano para raptarla, encerrándola en el Castillo de la Rocha Forte. En esta fortaleza habitaban los Churruchaos, una banda de asesinos y ladrones que asaltaban y robaban en toda la región protegidos por el arzobispo.

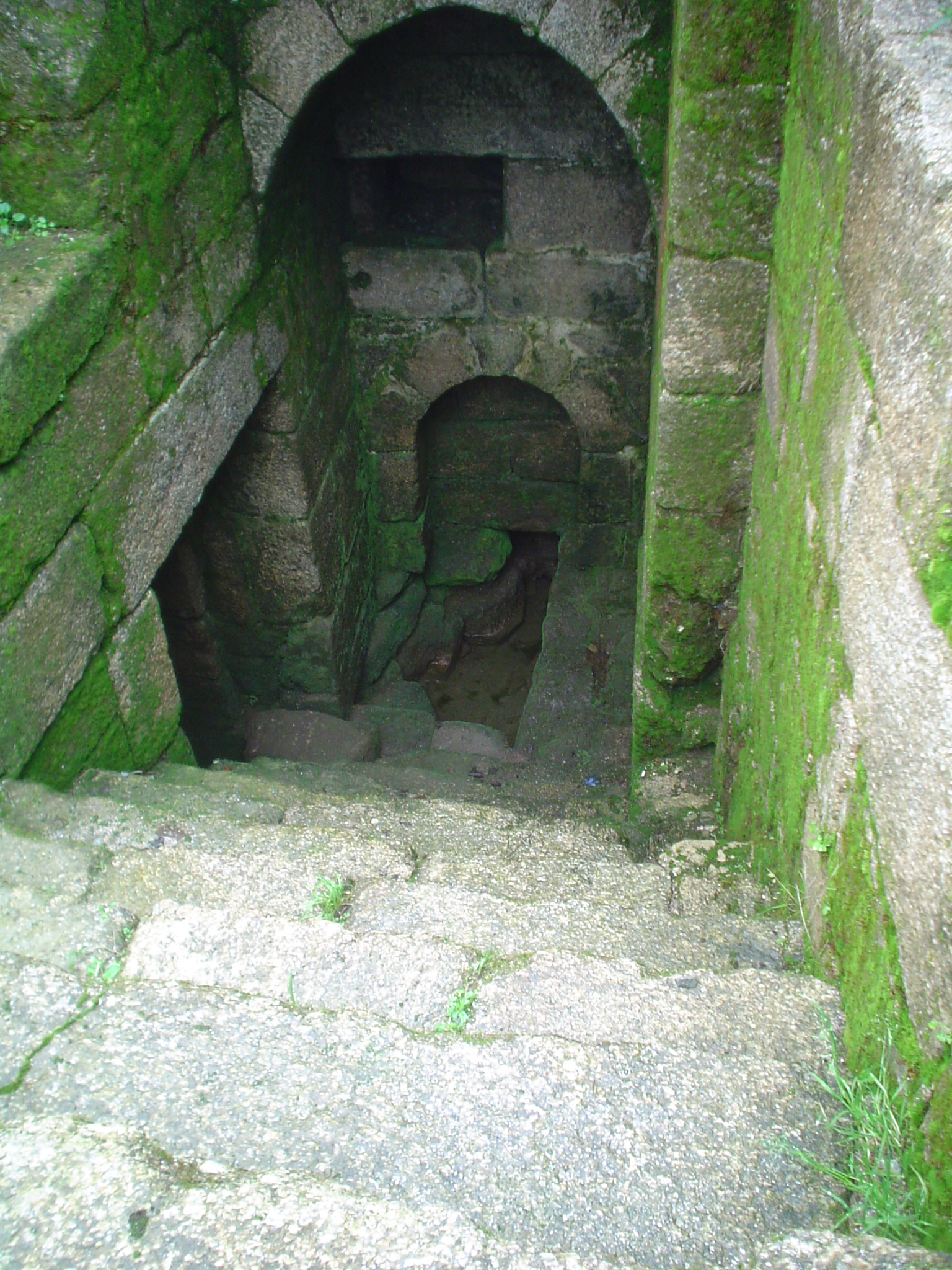
Escaleras a habitáculos subterráneos no excavados.

Tras tener conocimiento de todo esto, el capitán regresa a Santiago el día de la fiesta del Corpus Christi, durante la celebración de la tradicional procesión por la ciudad; al llegar a la Rúa de la Balconada el capitán en su caballo, y con la armadura puesta, arremete contra el arzobispo con su espada dándole muerte allí mismo, hechos que recoge una copla popular:
"Pretiño da rúa Nova,
na rúa da Balconada,
mataron a un arcebispo
por ciúmes dunha dama".
La tradición dice que, tras el crimen, la calle fue purificada con sal y cerrada para siempre.
A continuación se dirigió cara el Castillo de la Rocha, lo cercó y lo derrotó, dejando en él a todos los churruchaos muertos entre las ruinas del castillo.

Complemento de esta leyenda es el dicho de que en este lugar se ve, a veces, una gallina con pollitos de oro, llamada gallina de los churruchaos y que sólo se deja ver por un momento y nunca se le vuelve a aparecer a la misma persona".

Los hechos reales que están detrás de esta leyenda ocurrieron en 1366, teniendo como escenario las luchas sucesorias entre Enrique II de Castilla de Trastámara y Pedro I de Castilla, el Cruel. En aquel entonces regía la sede compostelana Suero Gómez de Toledo. El rey visitaba Santiago de Compostela y el arzobispo lo recibió en sus puertas retirándose después a la Rocha Forte.
Los recelos por la simpatía que profesaba el arzobispo hacia Enrique hace que decidieran asesinarlo, citando al obispo después de la siesta. Entrando a la plaza del Obradoiro fue acuchillado por Fernán Pérez Churruchao y Alfonso Gómez Gallinato, en presencia del rey, espectador privilegiado desde las achicharres de la Catedral. Se trató en realidad de un crimen, en definitiva, motivado más por intereses políticos que sentimentales.
Los recuerdos que recoge la tradición de los desmanes de las gentes del castillo ocurrieron previsiblemente desde su construcción pero especialmente son recordados los sucedidos en la primera mitad del siglo XV y que también recuerdan las testigos más viejos del Pleito Tabera-Fonseca. Por último debe resaltarse que los churruchaos no fueron los dueños y autores de los desmanes sino enemigos del poder arzobispal y por lo tanto del castillo y sus moradores.

### El sitio del castillo
En el tiempo del gobierno del arzobispo Rodrigo de Luna, concretamente en el año 1458 se constituyó una Hermandad en Santiago formada por un grupo de nobles y mandatarios de Santiago, Noya y Muros. Las figuras principales fueron Juana de Castro, viuda de Rodrigo de Moscoso y su hijo Bernal Yáñez. Su objetivo fue el de defender las "libertades públicas" frente las acciones de los hombres del arzobispo.

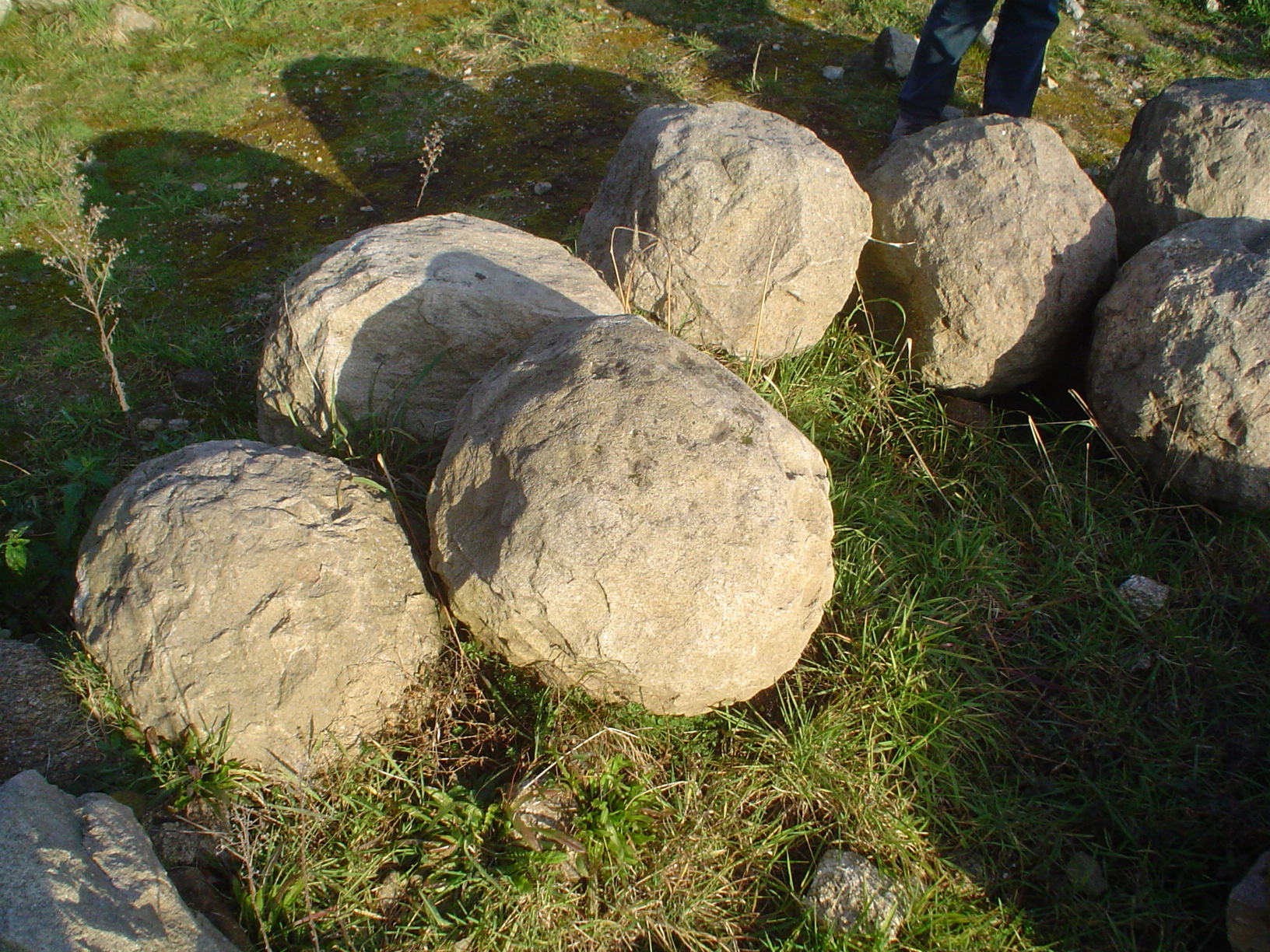
Proyectiles de catapulta del castillo de la Rocha.

Como primera medida buscaron el amparo del rey Enrique IV de Castilla para que mantenga a su lado al arzobispo en la campaña de la Guerra de Granada y proceden con la ayuda del conde de Trastámara Pedro Álvarez Osorio, Suero Gómez de Sotomayor, Lope Pérez de Moscoso y Fernando de Castro a sitiar el castillo. En la defensa del castillo se encontraba su teniente y castellano (desde el año 1456) Álvaro Sánchez de Ávila. Gracias a sus buenas defensas el castillo resiste el cerco y Rodrigo de Luna pide al rey que interceda.
Enrique IV llegó a dictar hasta tres provisiones exigiendo el levantamiento del cerco, en mayo de 1458, el 12 de junio de 1459 dirigida al conde de Trastámara y el mismo día otra dirigida a Juan de Padilla Adelantado Mayor de Castilla para que ante el previsible incumplimiento de sus mandatos levante el cerco por la fuerza. Finalmente, movidos por la insistencia del rey y la dificultad de vencer las defensas del castillo, el 3 de septiembre del año 1459 en el campo de Mazarelos los levantiscos firman una concordia con los representantes del arzobispo por la que aceptan levantar el cerco.

### En el tiempo de las Revueltas Irmandiñas
En el siglo XV, la Rocha se había convertido en un edificio odiado y temido por los labradores de la zona. Durante las décadas de 1450 y 1460, los soldados del arzobispo agrupados en el destacamento de la Rocha robaban el ganado, secuestran labradores y violan mujeres. Las denuncias quedaron registradas para el futuro en el Libro del Ayuntamiento de Santiago.

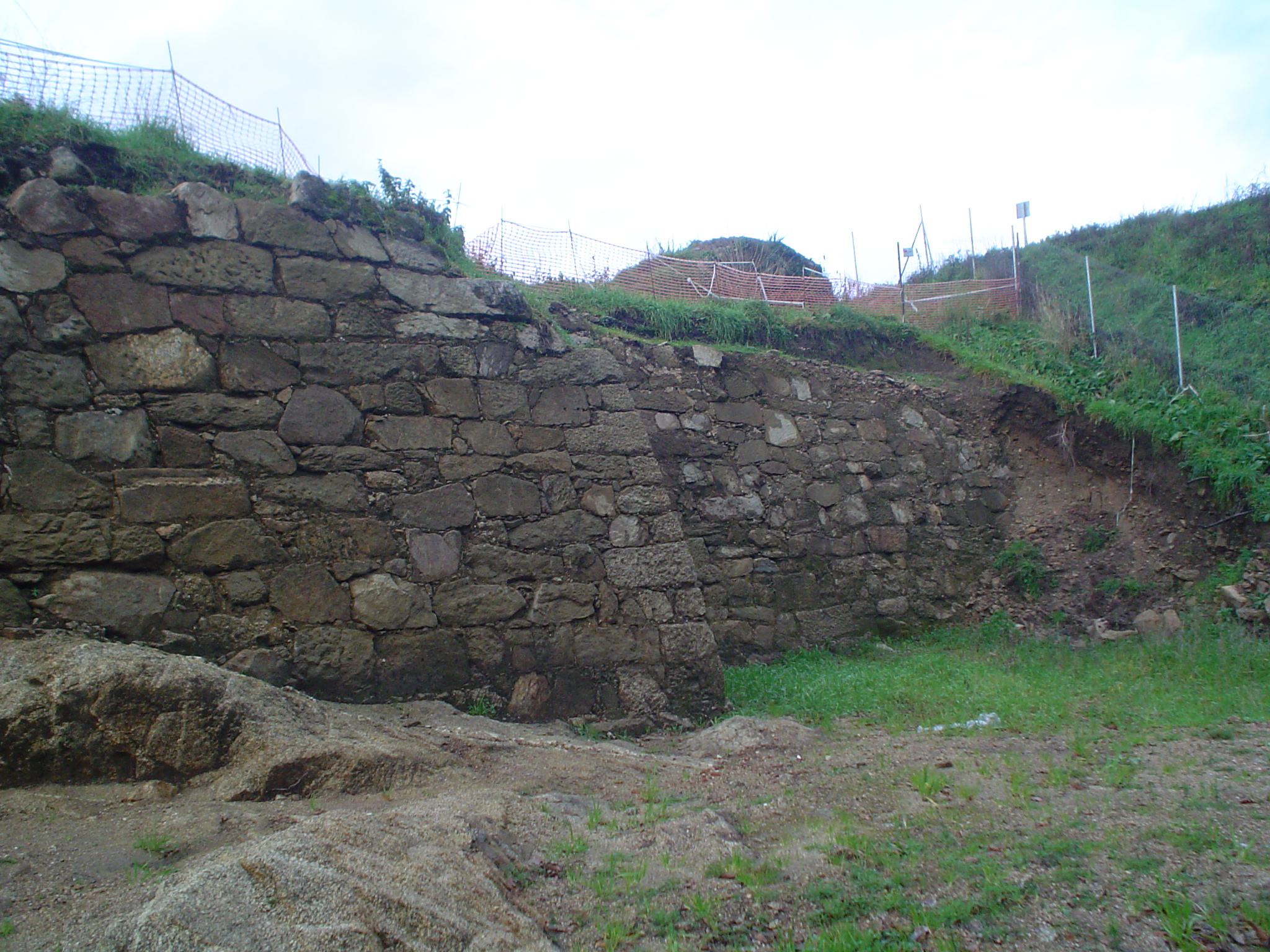
Vista parcial del muro del sureste.

En el año 1467 se destruye definitivamente con ocasión de la Gran revuelta irmandiña iniciada en el año 1466. Algunos de los protagonistas en Santiago fueron Alonso II de Fonseca que estuvo un tiempo cautivo en el castillo de Vimianzo y de nuevo Bernal Yáñez de Moscoso que murió de un disparo de saeta cuando sitiaba la Catedral de Santiago de Compostela.
Uno de los primeros objetivos de la Hermandad en Santiago de Compostela fue el castillo de la Rocha Forte ya que simbolizaba más que cualquier fortificación el poder del arzobispado de Santiago y el símbolo de la opresión feudal, por lo que fue atacado por gran cantidad de gentes (sobre 11.000 personas, basándonos de nuevo en los testigos del Pleito Tabera-Fonseca) y derribado.
Fue una de las primeras fortalezas en ser derribadas por los Irmandiños durante la Segunda Guerra Irmandiña y, al contrario de otras muchas, nunca fue reconstruida. En el año 1469, Alonso II de Fonseca venció a los sublevados en la Batalla de la Almáciga, con la ayuda de Pedro Madruga, recuperando definitivamente el control sobre el señorío y la ciudad.
Poco después de las ruinas del castillo se aprovechó piedra para construir una torre en alto del Pico Sacro con la finalidad de establecer una pequeña guarnición que sirviese para servir de atalaya defensiva en la frontera de las posesiones arzobispales y las de sus enemigos los Moscoso.

## Estado Actual. Campañas arqueológicas.

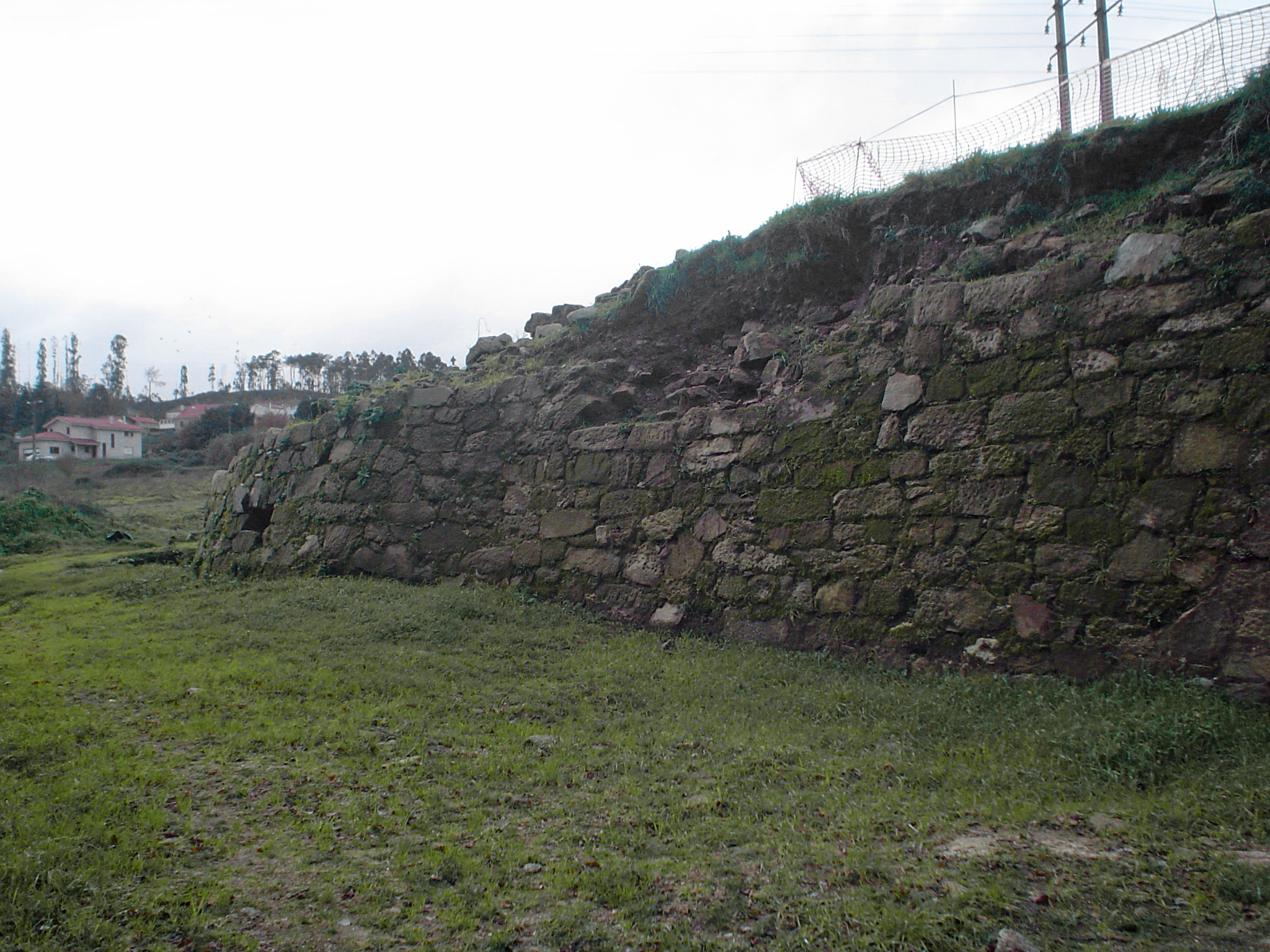
Vista parcial del muro del sureste.

Desde el año 2001 se están llevando a cabo una serie de campañas de excavaciones arqueológicas, gracias a un convenio entre el Ayuntamiento de Santiago y la Universidad de Santiago de Compostela, con el objeto de recuperar el yacimiento y consolidarlo por medio de la creación de un Parque Arqueológico.

### Campaña de 2001
Primeramente se elaboró un estudio preliminar en el 2001 a cargo de Iván Álvarez Merayo. A continuación se realizaron las campañas de excavaciones a cargo de un equipo dirigido por Raquel Casal García y Fernando Acuña Castroviejo de la Universidad de Santiago de Compostela.

### Campaña de 2002
La primera fase se realizó en el año 2002 consistiendo en la limpieza de la vegetación que cubría los restos de la fortaleza y una prospección intensiva de la zona arqueológica; topografiándose el conjunto del yacimiento y realizándose una prospección extensiva de los terrenos aledaños a la fortaleza.

### Campaña de 2003

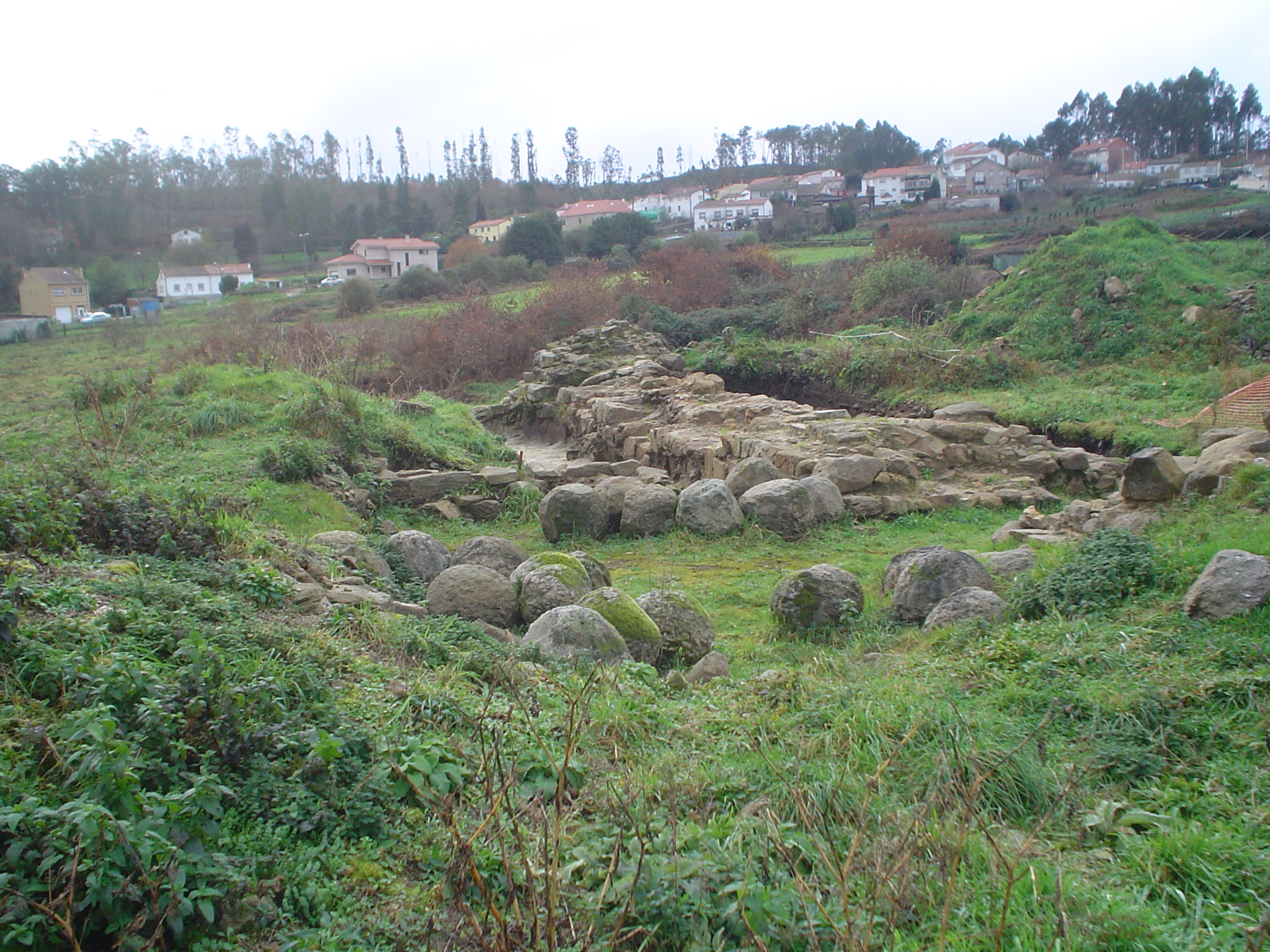
Cimientos de la puerta principal de acceso a la fortaleza.

En la segunda fase de actuación, en la campaña del año 2003, el proyecto consistió en:
- Sondeos arqueológicos en el lienzo murario del noroeste dando una primera muestra estratigráfica del yacimiento.
- Limpieza y desescombro de la estructura subterránea del castillo que, según los relatos de los que allí entraron, son dos cámaras abovedadas.
- Estudio de las estructuras emergentes existentes en la zona sudoeste del yacimiento, muy arrasadas y cubiertas por numeroso escombro, llevándose a cabo su limpieza y registro mediante dibujo y fotografía arqueológica.
- Recogida exhaustiva de todas las referencias bibliográficas referidas a la fortaleza de la Rocha Forte.

Se encontraron en esta campaña restos cerámicos medievales (cerámica sevillana y de Manises), así como numismática (una Blanca de vellón de época de Enrique III de Castilla, (1390-1404)) y restos pétreos diversos.

### Campaña de 2004
Entre los objetos encontrados en esta campaña destacan las armas, abundantes puntas de saeta (de tipo Bodkin, algunas de aguja vacía) así como dos posibles espadas que en la actualidad están en proceso de estudio.

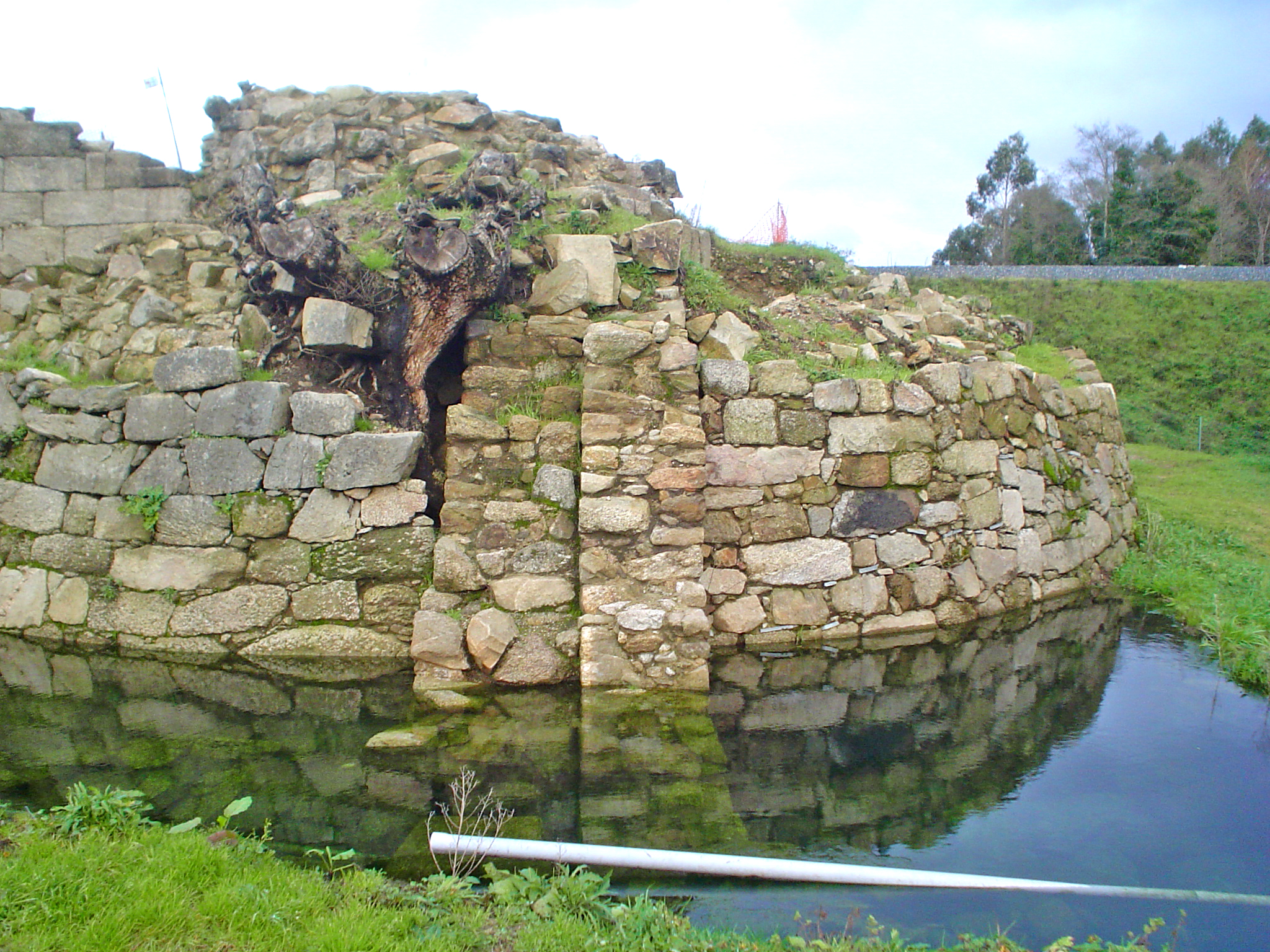
Basamentos del torreón del extremo sur.

Los numismas encontrados en esta campaña forman un conjunto de 39 monedas de gran variedad tipológica. El 90 por ciento del total fueron encontrados en la misma unidad estratigráfica. Como por ejemplo: trece blancas de vellón de Enrique III; dos óbolos, uno de Alfonso XI de Castilla y otro probable de Alfonso X el Sabio; dos noven de vellón, uno de Enrique III y otro probablemente de Enrique II; seis cornados de vellón de Juan I de Castilla, etc.
La multitud de bolaños (proyectiles) aparecidos son pruebas fiables del asedio que sufrió la fortaleza. Los hay de diversos tamaños; desde 50 hasta 18 cm de diámetro, y aún mayores. Presentan diversos niveles de trabajado de la piedra, unos toscamente labrados (a bisel) procurando la forma esférica, empleados por ingenios de asedio con un mecanismo de contrapeso (fundíbulos o impuestos).
También se encontraron diversos elementos arquitectónicos líticos, como molduras cinceladas y pulidas, un capitel gótico, un conjunto de celosías y fustes.

### Campaña de 2005

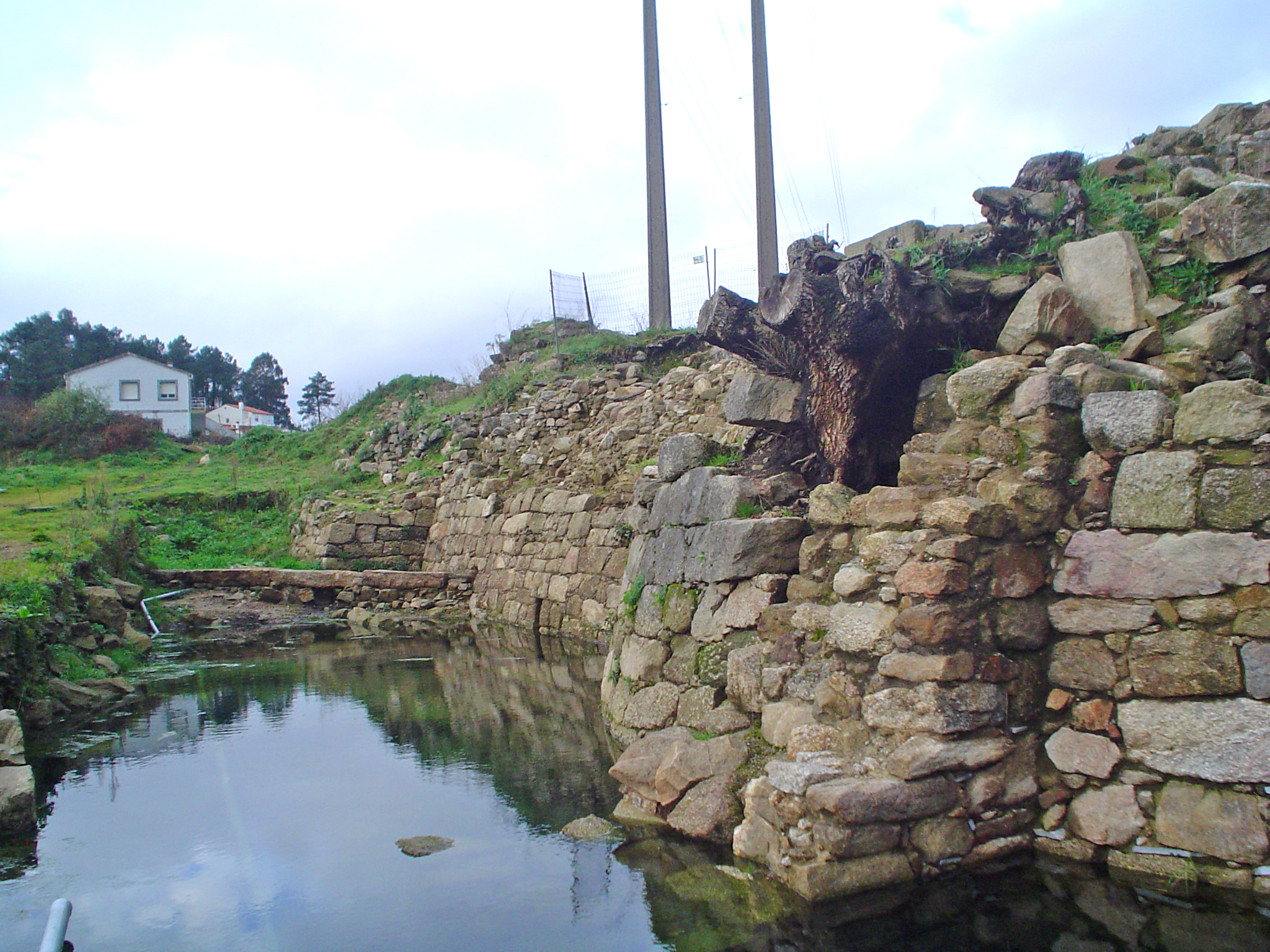
Foso que rodea el recinto principal.

En la actualidad, y desde la campaña de 2005, los arqueólogos trabajan sobre la hipótesis de que el castillo pudo ser una fortaleza gótica típica, muy novedosa en la arquitectura española, pues en el siglo XII no hay nada parecido en la península ibérica. Es una hipótesis de trabajo también respaldada por expertos lusos. Tienen la intención de confirmar la sospecha de que Juan Arias, quien mandó construir el castillo, debió tener en la dirección de las obras a un ingeniero arquitecto francés, ya que es el lugar donde se dieron las innovaciones para este tipo de castillos.
Destaca la importancia del sistema de canalizaciones de agua exteriores encontrados en la campaña del 2005, e incluso apareció un pozo de 3,7 metros de profundidad, hecho en mampostería y que aún se encontró con agua.
También se encontraron importantes fragmentos de muralla en el sur del recinto, uno de ellos con restos de cal. Entre el resto de materiales encontrados destacan cerámicas, brocales, herraduras de caballo, huesos de animales, piezas de bronce de atuendos y muebles.

### Campaña de 2006
En esta campaña, Llevada a cabo entre los meses de julio y agosto, se procedió a la realización de un nuevo levantamiento topográfico del yacimiento. Además, se fijaron como objetivos la finalización del estudio de sectores parcialmente excavados en anteriores campañas y la excavación y estudio del lienzo oeste de la cerca principal, el tramo entre la entrada y el torreón del extremo suroeste, así como diversas labores de consolidación de estructuras excavadas. También se procedió a descubrir el sector este de la barbacana, excavación en la que se hallaron gran cantidad de sillares con marca de cantero, piezas de canales y piezas de elementos arquitectónicos, así como un bastión de forma trapezoidal que se asienta sobre la roca y en buen estado de conservación.
Se excavaron un total de 152,76 m² en esta campaña. El tramo de la barbacana descubierto y que va desde el torreón sureste hasta el talud de la vía férrea tiene una longitud de 35,95 metros y con una altura que oscila entre los tres metros y medio a los cuatro y medio.
En cuanto a los hallazgos materiales, se recuperaron un total de 732 piezas: fragmentos cerámicos, líticos, metálicos y restos óseos. entre ellos 2 monedas. Entre los materiales cerámicos predominan los de producción local para uso doméstico (predominando el tipo de olla globular) pero también se recuperó un pequeño conjunto de cerámicas de importación, fundamentalmente de procedencia levantina. Como novedoso, señalar el hallazgo de un fragmento de un borde de un cántaro de tradición musulmana.
Bastantes piezas metálicas fueron recuperadas, principalmente clavos (74) de diferentes tipologías, así como escarpias, bisagras, eslabones, una herradura y escoria y restos de fundición. Un último grupo lo conforman las agujas de bronce para tocador.
Se recuperaron dos monedas en mal estado de conservación que están siendo objeto de estudio.
Entre la gran cantidad de objetos líticos recuperados cabe mencionar un conjunto de fustes con motivos decorativos vegetales, basas de columnas, capiteles góticos, fragmentos de celosía y diversos tipos de proyectiles.
Otros elementos encontrados fueron pequeños fragmentos de vidrio así como muestras del estuco que revestía las paredes.
Tras esta campaña queda definida la planta del castillo en tres de sus cuatro lados, a excepción del lado norte en el que la vía del tren impide su definición.

### Libros publicados
- GARCÍA ALÉN, Luciano. O Castelo da Rocha Vella (2004). Asociación Cultural Rocha Forte. ISBN 978-84-607-8886-7
- SÁNCHEZ, Xosé M., PALLARES, Mª Carmen, PORTELA, Ermelindo. Rocha Forte. El castillo y su historia (2004). Junta de Galicia. ISBN 84-456-3788-2.
- RODRÍGUEZ GONZÁLEZ, Ángel. Las fortalezas de la mitra compostelana y los "irmandiños". (1984). Colección Galicia Histórica. Fundación Pedro Barrié de La Maza Conde de Fenosa. ISBN 84-85728-39-X (Transcrición del Pleito Tabera - Fonseca)

### Artículos en publicaciones
- AMADO REINO, X. & MAÑANA BORRAZÁS, P. & BALLESTEROS ARIAS, P. (2001): "La Arqueología en la Gasificación de Galicia 14: Corrección de Impacto de las redes y ramales de A Coruña". TAp (Traballos en Arqueoloxía da Paisaxe) N.º 21. Páginas 49, 56, 63,174. Grupo de Investigación en Arqueología del Paisaje. Santiago de Compostela.
- CASAL GARCÍA, Raquel & ACUÑA CASTROVIEJO, Fernando & VIDAL CAEIRO, Lorena & RODRÍGUEZ, A. & NODAR, Cristóbal (2004): "A fortaleza de Rocha Forte (Santiago). Campañas de intervención 2002-2003". Gallaecia N.º 23. Páginas 195-204. Santiago de Compostela.
- ACUÑA CASTROVIEJO, Fernando & ALLES LEÓN, María José & VIDAL CAEIRO, Lorena & CASAL GARCÍA, Raquel & NODAR, Cristóbal. (2005): "La Fortaleza de A Rocha Forte (Santiago de Compostela): Campaña de 2004." Gallaecia N.º 24. Santiago de Compostela.
- ACUÑA CASTROVIEJO, Fernando & VIDAL CAEIRO, Lorena & NODAR, Cristóbal & GARCÍA CASAL, Raquel & GONZÁLEZ VILA, Goretti. (2006): "Fortaleza medieval de A Rocha Forte (Santiago de Compostela): Campaña de 2006". Gallaecia N.º 25. Santiago de Compostela.
- BUCETA BRUNETI, Gonzalo. "Diagnóstico sobre los agentes de alteración en el yacimiento medieval de La Rocha Forte (Santiago de Compostela, A Coruña)". (2006): Gallaecia N.º 25. Santiago de Compostela.
- MARTÍNEZ CASAL, José Ramón. (2006): "A cerámica medieval da fortaleza de A Rocha Forte: contribución ao seu estudo." Gallaecia N.º 25. Santiago de Compostela.
- GONZÁLEZ VILA, Goretti. (2006): "Achádegos numismáticos na fortaleza de A Rocha Forte (Santiago de Compostela)." Gallaecia N.º 25. Santiago de Compostela.
- PRESEDO GARAZO, Antonio (2003): "A lenda do Castelo dos Churruchaos". O Galo N.º 1. Páginas 5-11. Revista de la Agrupación Cultural O Galo. Santiago de Compostela.
- SÁNCHEZ SÁNCHEZ, Xosé M., "La fortaleza de Rocha Forte: un castillo concéntrico en las corrientes constructivas europeas del siglo XIV", Compostellanum, vol. LII, n.º 3-4 (2007) [Santiago de Compostela], pp. 603–632.
- SÁNCHEZ SÁNCHEZ, Xosé M., "The fortress of Rocha Forte and European military building trends. A concentric castle (14th century)", British Archaeological Reports International Series, Oxford, 2009, pp. 53–65.
- SÁNCHEZ SÁNCHEZ, Xosé M., “Don Álvaro Sánchez de Ávila, tenente de Rocha Forte, o la nobleza gallega bajomedieval en la transición hacia la modernidad”, Cuadernos de Estudios Gallegos, n.º 123 (2010), pp. 91–193.
- SÁNCHEZ SÁNCHEZ, Xosé M., "La fortaleza de A Rocha Forte como símbolo del poder político del arzobispado de Santiago de Compostela en la Galicia medieval (siglos XIII-XV)", castillos de España, n.º 164-165-166 (2011), pp. 68–76.

### Informes y artículos inéditos
- ÁLVAREZ MERAYO, Iván A. (2003): Informe preliminar. Sondaxes valorativas no entorno do xacemento do "Castelo da Rocha" (Santiago de Compostela, La Coruña). Depositado en la Dirección General de Patrimonio Cultural (Junta de Galicia). Inédito.
- CASAL GARCÍA, Raquel & ACUÑA CASTROVIEJO, Fernando (2004): Informe valorativo. Proyecto arqueológico de la Fortaleza de Rocha Forte. 3.ª fase de actuación. Depositado en la Dirección General de Patrimonio Cultural (Junta de Galicia). Santiago de Compostela. Inédito.
- CRIADO BOADO, Felipe & AMADO REINO, Xesús (2001): "Evaluación del Impacto Arqueológico del Proyecto de Duplicación de la línea férrea Eje Atlántico entre los PP KK 81/820 y 92/000. Tramo Osebe-Santiago". Estudio de Impacto Arqueológico. Informe Final. Páginas 15, 42, 43, 45, 46. Laboratorio de Arqueoloxía e Formas Culturais. Instituto de Investigacións Tecnolóxicas. Universidad de Santiago de Compostela. Inédito.
- VV.AA. (2002): Estudio Histórico y Arqueológico da la Fortaleza de A Rocha Forte. Informe Final. Convenio de Colaboración Concejo de Santiago de Compostela e Universidad de Santiago de Compostela. (contiene bibliografía escogida). Inédito.